# Château de Soucelles
Le château de Soucelles est un château situé à Soucelles, en France.

## Localisation
Le château est situé dans le département français de Maine-et-Loire, sur la commune de Soucelles.

## Historique

### Marc et Anceau de Soucelles
Le 21 octobre 1560 le duc de Montpensier, gouverneur de l’Anjou, Touraine, Maine et Blésois, arrive à Angers pour ordonner une répression très dure contre les protestants. Ne pouvant prendre les huguenots en fuite, il entreprit de faire abattre leurs maisons. Dans les comptes des dépenses pour l’application de ces mesures, on réleve : « On a confectionné […] et aussi lesdits ferremens et instruments pour razer les maisons des seigneurs de Soucelles et boys de Soulerre ». Le château de Soucelles, et une maison d’Angers appartenant à la famille, sont incendiés.
En 1563, Charles IX accorde une restitution de dimes, à titre de dédommagement, pour la reconstruction du château.
En 1691, Samson, qui était le petit-neveu des frères Marc et Anceau, seigneurs de Soucelles, n’arrive pas à éponger ses dettes et tente d’aliéner ses biens. Charles de Boylesve II, intéressé par l’opération, fait établir une estimation le 10 septembre 1691 par Jean Le Jeune et François Buret, experts, laquelle donne néanmoins une idée de l’importance de la demeure de Soucelles avec la chapelle du Petit-Saint-Martin. L’estimation s’élève à la somme totale de 143 847 livres.
Trente et un créanciers hypothécaires, s’ajoutant à ceux de feu son père, sont reconnus à Samson, le 1er avril 1692, par Pierre Bory, notaire royal à Angers. À la mort de Samson, devant la situation catastrophique, la succession est répudiée. Le château, les terres restantes, sont officiellement mis en vente, et une partie de la famille va vivre dans l’hôtel particulier qu’elle possède encore à Angers.

### La famille de Boylesve

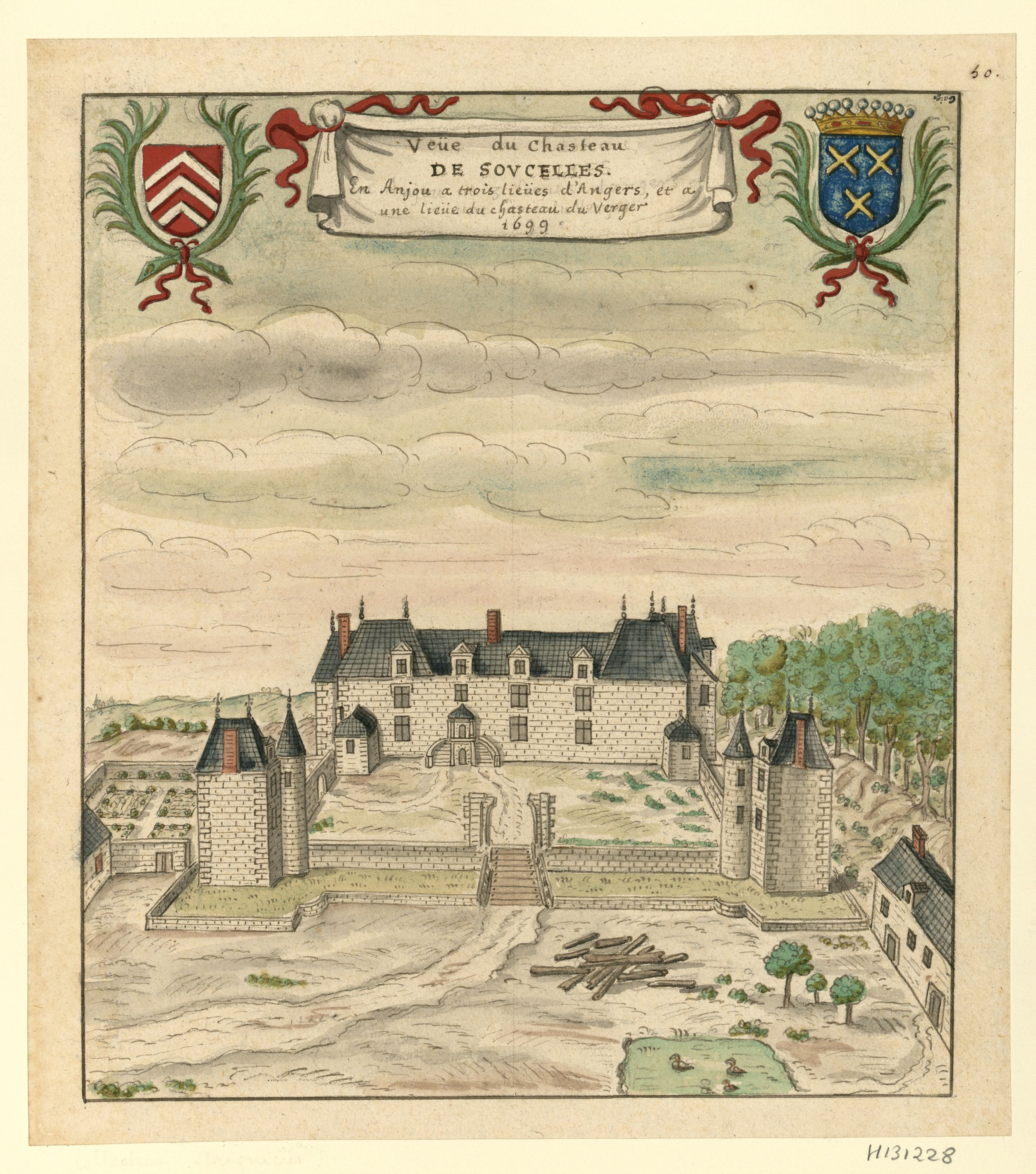
Le château de Soucelles à la fin du XVI par Louis Boudan

Huit ans de négociations n’avaient pas suffi à Charles, François de Boylesve (II du nom) pour acquérir la totalité du domaine de Soucelles. Il n’aura fallu que huit mois après le décès du seigneur, pour que l’acte soit dressé (3 septembre 1699) devant Pierre Bory. Un arrangement laisse une partie du château à la veuve de Samson. À sa mort, le 28 janvier 1718, l’inventaire énumère diverses œuvres d’art lui restant : tableaux représentant saint François de Sales, la Vierge à l’Enfant, l’Adoration des mages, plusieurs portraits de femmes, deux tentures de tapisserie de haute lisse, l’une composée de sept pièces et l’autre, tendue dans le salon, reproduisant une scène de chasse.
La terre de Soucelles retrouvait une nouvelle importance sous la famille de Boylesve. Pour la desservance des chapelles de la Bodinière, du Petit-Saint-Martin et de Saint-Georges, laissée en souffrance depuis quelque temps, Simon Roussier, chapelain, abandonna quatorze quartiers de prés en signe de reconnaissance. Le geste provoqua les murmures des habitants.
La propriété est vendue le 10 mars 1771, quand Charles Louis de Boylesve a de plus en plus de difficultés pour régler ses dettes. Le nouveau propriétaire est Jean Baptiste Ménage qui acquiert le château et ses terres pour 300 000 livres.

## Inscription par les monuments historiques
L'édifice avec ses dépendances, la chapelle du Petit-Saint-Martin et le temple de Diane, sont inscrits au titre des monuments historiques en 2006.